# Vision Österreich
Vision Österreich (VÖ) ist eine österreichische Kleinpartei, die bei der Landtagswahl in Kärnten 2023 erstmals antrat.

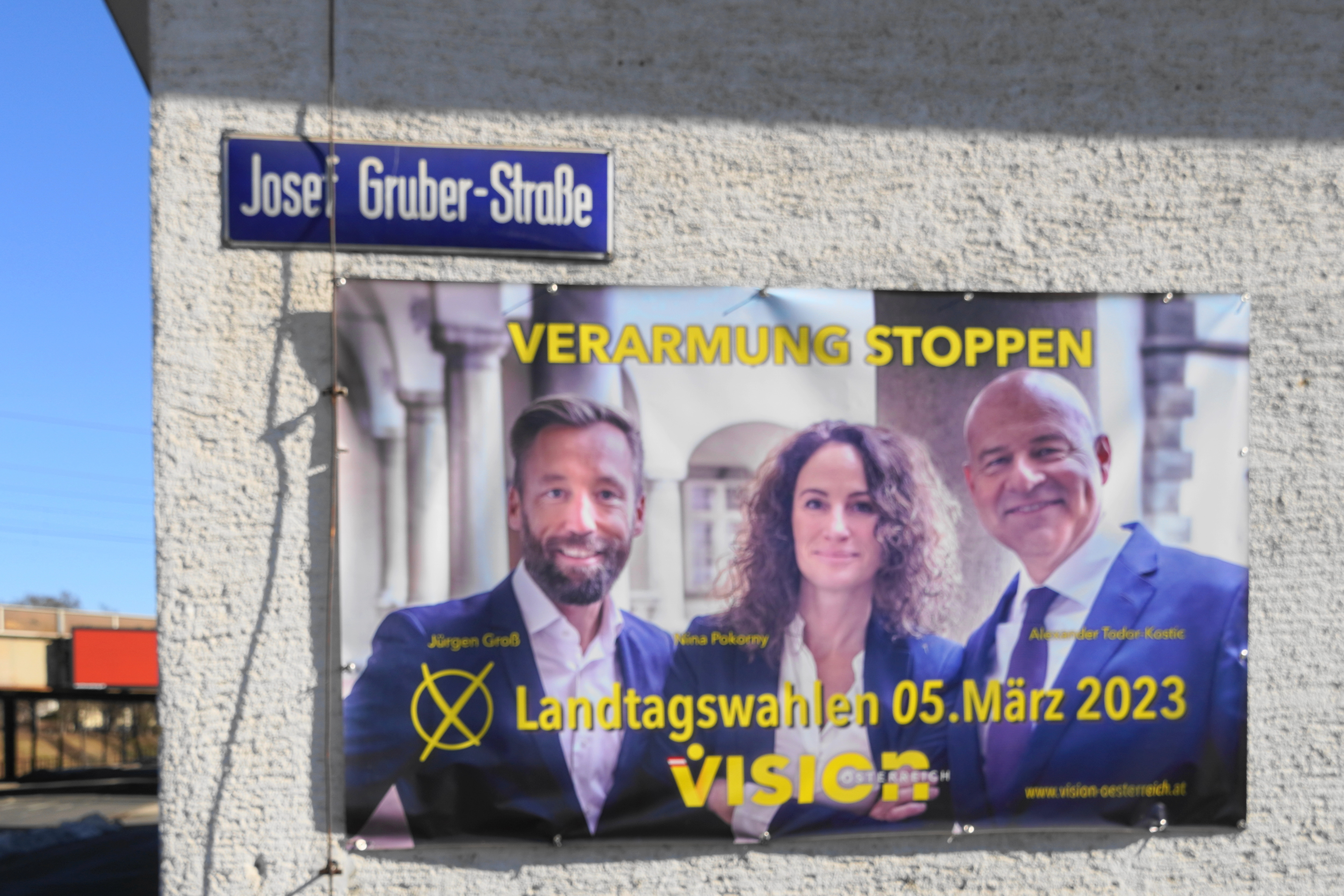
Landtagswahl 2023, Kärnten, Vision Österreich

## Geschichte und Organisation
Vision Österreich wurde im Juli 2022 von dem Kärntner Rechtsanwalt Alexander Todor-Kostic gegründet. Er war davor Kärntner Landessprecher der im Verlauf der COVID-19-Pandemie entstandenen Partei MFG und galt als deren wahrscheinlicher Spitzenkandidat für die Landtagswahl im März 2023. Er wurde jedoch im Mai 2022 nach einem parteiinternen Konflikt vom MFG-Bundesvorstand wegen „parteischädigenden Verhaltens“ seiner Funktion enthoben. Im Juli 2022 gab Todor-Kostic die Gründung von Vision Österreich bekannt, erstes Ziel der Partei sei der Einzug in den Kärntner Landtag. Zum Gründungszeitpunkt existierten Landesgruppen in Kärnten, Tirol und der Steiermark.
Die Hinterlegung der Parteisatzung beim österreichischen Innenministerium und damit die offizielle Gründung der Partei erfolgte am 21. Juli 2022. Am 31. Dezember 2022 wurde darüber hinaus die Vision Österreich – Landespartei Kärnten (VÖK) als eigenständige Partei eingetragen. Gemäß ihrem Statut erstreckt sich die Tätigkeit der Vision Österreich auf das gesamte Bundesgebiet. Die Bundespartei ist als Dachorganisation der rechtlich eigenständigen Landesorganisationen verfasst. Diese sollen in ihrem Bereich jeweils autonom agieren, dürfen jedoch „den Grundsätzen und den Grundwerten“ der Bundespartei nicht widersprechen.

### Landtagswahl in Kärnten 2023
Am 23. Jänner 2023 verlautbarte die Partei, die für ein Antreten bei der Kärntner Landtagswahl nötigen Unterstützungserklärungen gesammelt zu haben. Spitzenkandidat war Landesparteisprecher Alexander Todor-Kostic. Er betonte unmittelbar nach der Gründung, dass Vision Österreich „keine MFG II“ sei. Für die Landtagswahl präsentierte die Partei ein 19-teiliges Wahlprogramm und forderte die Erhaltung des Flughafens Klagenfurt, Verbesserung der  Pflegeversorgung und Weitergabe der Gewinne der Kelag an die Bevölkerung. Neben Landesthemen berührte das Programm auch Themen der Bundespolitik (Aufarbeitung der Coronavirusmaßnahmen, Beibehaltung der Neutralität, Preissenkungen).
Laut Vorläufigem Amtlichen Endergebnis erhielt die Partei 2,37 % der abgegebenen gültigen Stimmen und verfehlte damit das Ziel, in den Landtag einzuziehen. Die Partei focht die Wahl an; es sei „zu einer unzulässigen Beeinflussung der Wahlwerbung durch staatliche Organe“ gekommen, darüber hinaus hätten der ORF und andere Medien die VÖ nicht wie andere Parteien zu Podiumsdiskussionen etc. geladen und damit gegen das Objektivitätsgebot verletzt. Der Verfassungsgerichtshof stellte fest, dass eine Differenzierung zugunsten von Parteien, die im Nationalrat und Landtag vertreten sind, sachlich gerechtfertigt sei und wies die Anfechtung ab. Ein Ermittlungsverfahren aufgrund einer von Vision Österreich eingebrachten Anzeige wegen des Verdachts des Verbreitens falscher Nachrichten bei der Wahl wurde von der Staatsanwaltschaft Graz eingestellt.
Todor-Kostic kündigte an, dass die Partei sich trotz der verlorenen Wahl in Kärnten nicht wieder auflösen, sondern ihre Strukturen auch in den anderen Bundesländern festigen wolle, um bei der Nationalratswahl 2024 zu kandidieren. Dazu kam es jedoch nicht.